# Метамиелоцит

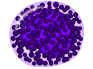
Базофильный метамиелоцит

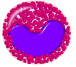
Эозинофильный метамиелоцит

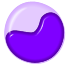
Нейтрофильный метамиелоцит

Метамиелоцит — это миелоидная клетка, проходящая гранулопоэз. Метамиелоциты происходят от миелоцитов, а те, в свою очередь, от промиелоцитов и миелобластов. В процессе дальнейшего созревания метамиелоцит, или «юный» гранулоцит, превращается в так называемый палочкоядерный гранулоцит и далее в «зрелый», или сегментоядерный гранулоцит.

## Морфология
Морфологически метамиелоциты характеризуются появлением «вдавленного», или «почкообразного» ядра, наличием обильных специфических цитоплазматических гранул, и отсутствием видимого ядрышка. Если ядро клетки ещё не имеет характерной почкообразной вдавленности — это, по всей вероятности, миелоцит. Если же оно сильно вдавлено — практически до образования буквы U — это уже палочкоядерный гранулоцит.

## Дополнительные изображения

Процесс гемопоэза у человека (схематично)